# کراس‌اوت
کراس‌اوت یک بازی ویدئویی مبارزه با وسایل نقلیه رایگان است که بر ساخت و رانندگی وسایل نقلیه سفارشی در سناریوهای پی‌وی‌پی و پی‌وی‌ای متمرکز شده‌است. این بازی توسط تارجم گیمز توسعه یافته و توسط گایژین انترتینمنت برای اندروید، آی‌اواس، مایکروسافت ویندوز، پلی‌استیشن ۴، ایکس‌باکس وان و ایکس‌باکس سری اکس و سری اس منتشر شده‌است. از سال ۲۰۲۱، PlayPark، بخشی از آسیاسافت، سرور بازی را در سرزمین‌های آسیایی خریداری کرد.